# Jeff Lampkin
Jeff Lampkin (född den 21 september 1959 i staden Youngstown, Ohio var en amerikansk proffsboxare.

## Fotnoter
1. ↑  BoxRec, BoxRec boxar-ID: 2361, läst: 22 april 2022.[källa från Wikidata]